# Batalla de Corint
La batalla de Corint va ser un enfrontament militar entre la República romana i la ciutat-estat grega de Corint i els seus aliats de la Lliga Aquea.
Va tenir lloc l'any 146 aC i amb ella va finalitzar la guerra aquea. Les seves conseqüències van ser la destrucció de la polis grega de Corint, famosa per les seves riqueses, i el domini militar romà sobre Grècia.

## Causes
La causa immediata de la guerra va ser un conflicte local entre focis i lòcrids a Grècia central, encoratjat per la facció tebana hostil a Esparta. Però la causa subjacent era l'hostilitat cap a Esparta provocada per la dominació unilateral que havia exercit els nou anys que van seguir al final de la Guerra del Peloponnès.

## Conseqüències
Els romans al comandament de Luci Mummi Acaic van destruir Corint després d'un setge. Ja dins de la ciutat, Mummi va matar a tots els homes i va vendre com a esclaus a les dones i nens.
Encara que existeix evidència arqueològica d'un petit nucli de població en aquell lloc en els anys posteriors, Juli Cèsar va tornar a fundar la ciutat amb el nom de Colònia laus Iulia Corinthiensis l'any 44 aC, poc abans del seu assassinat.
Amb Grècia sota el control de Roma, un nou capítol s'agregava a la història romana, anomenat l'època grecoromana.

## En la cultura popular
- La batalla va ser l'esdeveniment central en la pel·lícula de 1961 El Conqueridor de Corint.[8]